# Yves Demaria
Yves Demaria (Marseille, 22 januari 1972) is een Frans voormalig motorcrosser.

## Carrière
Yves Demaria haalde zijn eerste successen in de 125cc-klasse in 1993, waarin hij vice-wereldkampioen werd. Het jaar daarna verhuisde hij naar de 250cc-klasse, waarin hij meteen derde eindigde met Yamaha. De volgende jaren stonden voor hem vooral in het teken van blessures. In 1995 eindigde hij pas als twaalfde. In 1996 werd hij iets regelmatiger wat resulteerde in een vierde plaats in de eindstand. Voor het seizoen 1997 stapte Demaria over naar Honda. Dat seizoen haalde hij meer geen punten dan wel, en stapte halverwege het seizoen over naar Kawasaki, waar hij de plaats in nam van de geblesseerde Sébastien Tortelli. Dit bracht echter geen verbetering en Demaria eindigde als negende. Hij bleef bij Kawasaki maar brak halverwege het seizoen 1998 zijn nek bij een valpartij.
In 1999 besloot Demaria over te stappen naar de 500cc-klasse, voor Husqvarna. Het seizoen begon goed, maar blessures gooiden opnieuw roet in het eten en Demaria sloot het seizoen af op de vierde plaats.
In 2000 keerde Demaria opnieuw terug naar de 250cc-klasse, opnieuw op Yamaha. Hij won dat jaar twee Grands Prix. Het seizoen 2001 werden geen grote successen behaald. In 2002 ging Demaria opnieuw naar de 500cc-klasse, ditmaal voor KTM als ploegmaat van Joël Smets. Blessures waren weer het resultaat, maar hij wist wel een Grand Prix te winnen dat seizoen.
In 2003 bleef Demaria in de 500cc-klasse, die ondertussen MX3 werd genoemd. Reeds in de tweede wedstrijd van het seizoen brak hij opnieuw zijn nek en zat het seizoen erop.
Ook in 2004 bleef Demaria in de MX3, die veel van haar sterkte verloren had aangezien de beste piloten, zoals Smets kozen voor de nieuwe categorie MX1. Demaria haalde dat jaar de wereldtitel binnen met KTM. In 2005 werd hij weer vice-wereldkampioen, na Sven Breugelmans. In 2006 en 2007 werd hij weer wereldkampioen, met KTM en Yamaha.
Hierna besloot Demaria zijn professionele carrière stop te zetten en startte met het begeleiden van jonge piloten.
Kenmerkend voor Demaria was dat hij de ene week overtuigend won, maar de week daarna nauwelijks punten haalde. Hij won in zijn carrière 34 Grands Prix, drie wereldtitels en eenmaal de Motorcross der Naties.

## Palmares
- 2001: Winnaar Motorcross der Naties
- 2004: Wereldkampioen MX3
- 2006: Wereldkampioen MX3
- 2007: Wereldkampioen MX3

| 1            | 1992 | Frankrijk        | Plomion              |
| 2            | 1993 | Frankrijk        | Laguépie             |
| 3            | 1993 | Polen            | Gdynia               |
| 4            | 1993 | Duitsland        | Gerstetten           |
| 250cc-klasse |      |                  |                      |
| 5            | 1994 | Venezuela        | Maracay              |
| 6            | 1994 | Groot-Brittannië | Foxhill              |
| 7            | 1994 | Verenigde Staten | Budds Creek          |
| 8            | 1994 | Tsjechië         | Holice               |
| 9            | 1994 | Finland          | Heinola              |
| 10           | 1994 | Japan            | Suzuka               |
| 11           | 1995 | Zwitserland      | Payerne              |
| 12           | 1996 | San Marino       | Borgo Maggiore       |
| 13           | 1997 | Indonesië        | Bandung              |
| 500cc-klasse |      |                  |                      |
| 14           | 1999 | Frankrijk        | Castelnau-de-Lévis   |
| 250cc-klasse |      |                  |                      |
| 15           | 2000 | Brazilië         | Belo Horizonte       |
| 16           | 2000 | België           | Namen                |
| 500cc-klasse |      |                  |                      |
| 17           | 2002 | Italië           | Castiglione del Lago |
| MX3-klasse   |      |                  |                      |
| 18           | 2004 | Roemenië         | Prahova              |
| 19           | 2004 | Oostenrijk       | Schwanenstadt        |
| 20           | 2004 | Bulgarije        | Sevlievo             |
| 21           | 2005 | Oostenrijk       | Schwanenstadt        |
| 22           | 2005 | Italië           | Castiglione del Lago |
| 23           | 2006 | Frankrijk        | Castelnau-de-Lévis   |
| 24           | 2006 | Spanje           | Talavera de la Reina |
| 25           | 2006 | Italië           | Cingoli              |
| 26           | 2006 | Zweden           | Tomelilla            |
| 27           | 2006 | Kroatië          | Mladina              |
| 28           | 2006 | Slovenië         | Orehova vas          |
| 29           | 2007 | Frankrijk        | Brou                 |
| 30           | 2007 | Spanje           | Alhama de Murcia     |
| 31           | 2007 | Kroatië          | Mladina              |
| 32           | 2007 | Bulgarije        | Samokov              |
| 33           | 2007 | Denemarken       | Randers              |
| 34           | 2007 | Zwitserland      | Roggenburg           |